# Plaza de Armas (Melilla)
La plaza de Armas es una plaza con gradas que se encuentra situada ocupando casi la totalidad del Segundo Recinto Fortificado de Melilla la Vieja de Melilla (España).

## Historia
Allí se ubicaba el Presidio de Melilla, en la zona norte, desde el siglo XVIII, reconstruido en 1734 hasta 1906, lugar donde cumplían condena los desterrados, penados y confinados políticos, que fue terminado de derribar en 1979. En la sur la Ermita de la Victoria, construida sobre 1719 o 1720 al derribarse una ermita anterior bajo la misma advocación para construir el penal, hundida en 1720 y derribada en 1741. y sobre los Restos de
En 1951 se pavimenta la plaza y el 25 de enero de 2006 se inauguró el la plaza tras ser reformada.

## Descripción
En la zona sur se encuentran restos arqueológicos de un ninfeo romano, varios silos árabes y el Memorial al Gobernador Carlos Ramírez de Arellano. En la norte gradas para espectáculos al aire libre.